# Dayton (Pennsylvania)
Dayton  è un comune (borough) degli Stati Uniti d'America, nella contea di Armstrong nello Stato della Pennsylvania. Secondo il censimento del 2010 la popolazione è di 553 abitanti.

## Società

### Evoluzione demografica
La composizione etnica vede una quasi esclusività di quella bianca (97,6%), dati del 2010.
| borough di Dayton Popolazione |     |
| 2000                          | 543 |
| 2010                          | 553 |